# よしもと有楽町シアター

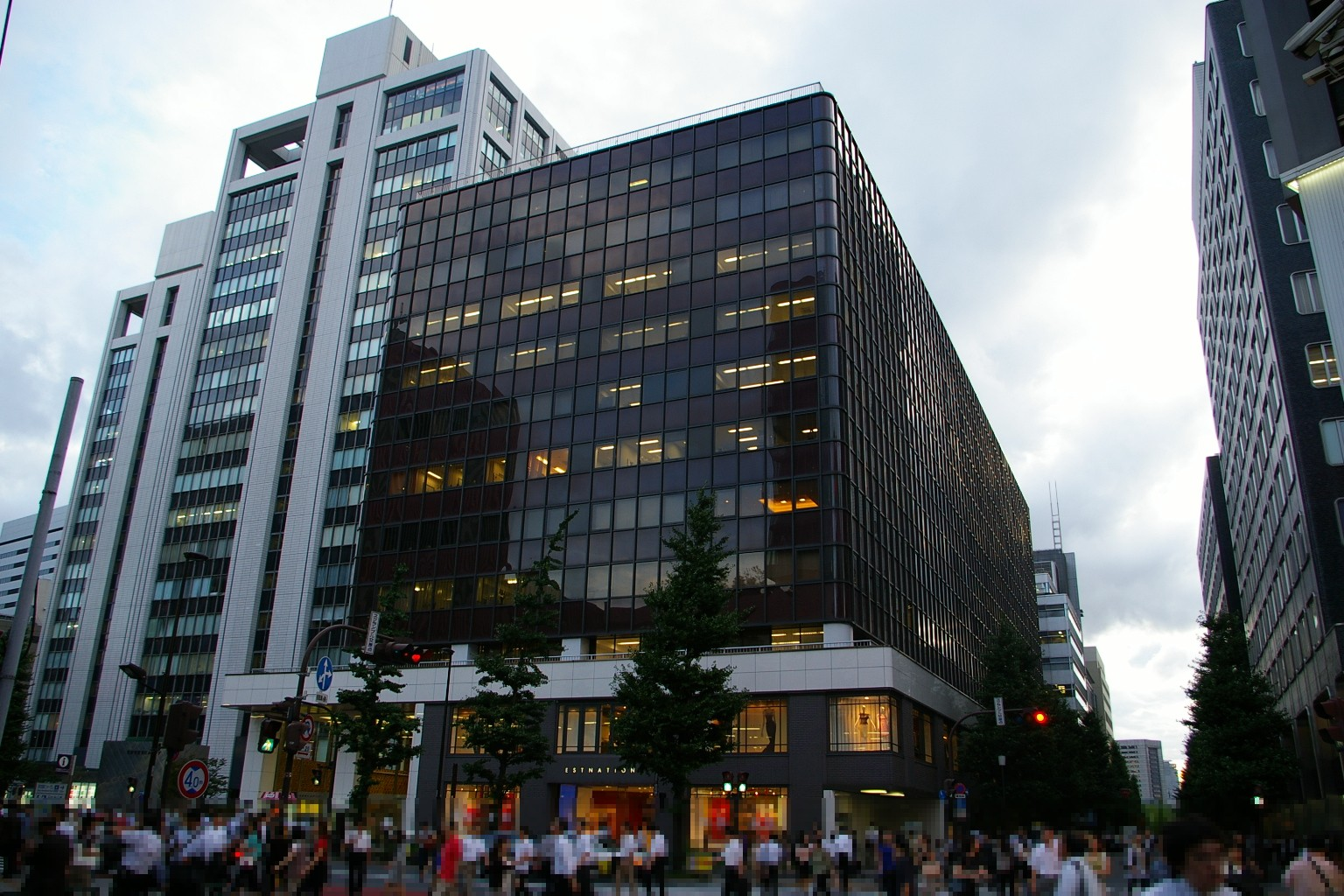
よしもと有楽町シアターが入居する有楽町ビルヂング

よしもと有楽町シアター（よしもとゆうらくちょうシアター）は、東京都千代田区有楽町にあった吉本興業の常設劇場。
三菱地所が運営管理する有楽町ビルヂング2階に入居していたが、同ビルの建て替えに伴い閉館となった。

## 概要
2019年10月に閉館した有楽町スバル座跡に吉本興業の常設劇場として2020年8月8日に公演を開始した。

## 劇場の特徴
映画館時代の座席や設備を活かして改装して劇場としていた。

### 座席構成
- 座席数は205席。

### 受付
- 事前応募や当日券を受け付けるコーナーがある。差し入れなどの受付は行っていない。